# Cal Soldevila (Montmajor)
Cal Soldevila (o mas Soldevila o Soldeviles) és una masia situada a la parròquia de Sorba, al municipi de Montmajor, al Berguedà. És un edifici que és considerat patrimoni immoble situat al peu sud-oest del turó de Sant Miquel. Actualment no té cap ús i està en un mal estat de conservació i en perill d'enfonsament perquè s'ha aixecat la teulada. El seu número de registre en l'inventari de patrimoni de la Generalitat de Catalunya és IPA-3502.

## Situació geogràfica
Cal Soldevila està situada al peu nord-oest del turó de Sant Miquel, a la parròquia de Sorba, al municipi de Montmajor, el Berguedà. A prop del mas Soldevila hi ha l'església de Sant Miquel de Sorba.

## Estil i característiques
Cal Soldevila és una masia que amb l'estructura clàssica i una planta basilical. Té el carener perpendicular a la façana i una coberta de doble vessant. Té un gran portal adovellat a la banda del migdia que està descentrat de l'eix de simetria del mas. Part de la façana està sostinguda per dos contraforts massissos que indica, igual que el portal, uns orígens tardomedievals. Aquesta masia ha estat desfigurada per finestres que s'hi han obert posteriorment. A més a més, la pallissa que hi ha darrere la masia també és interessant, ja que té un porxo d'arcs de mig punt i portes i finestrals amb llinda.

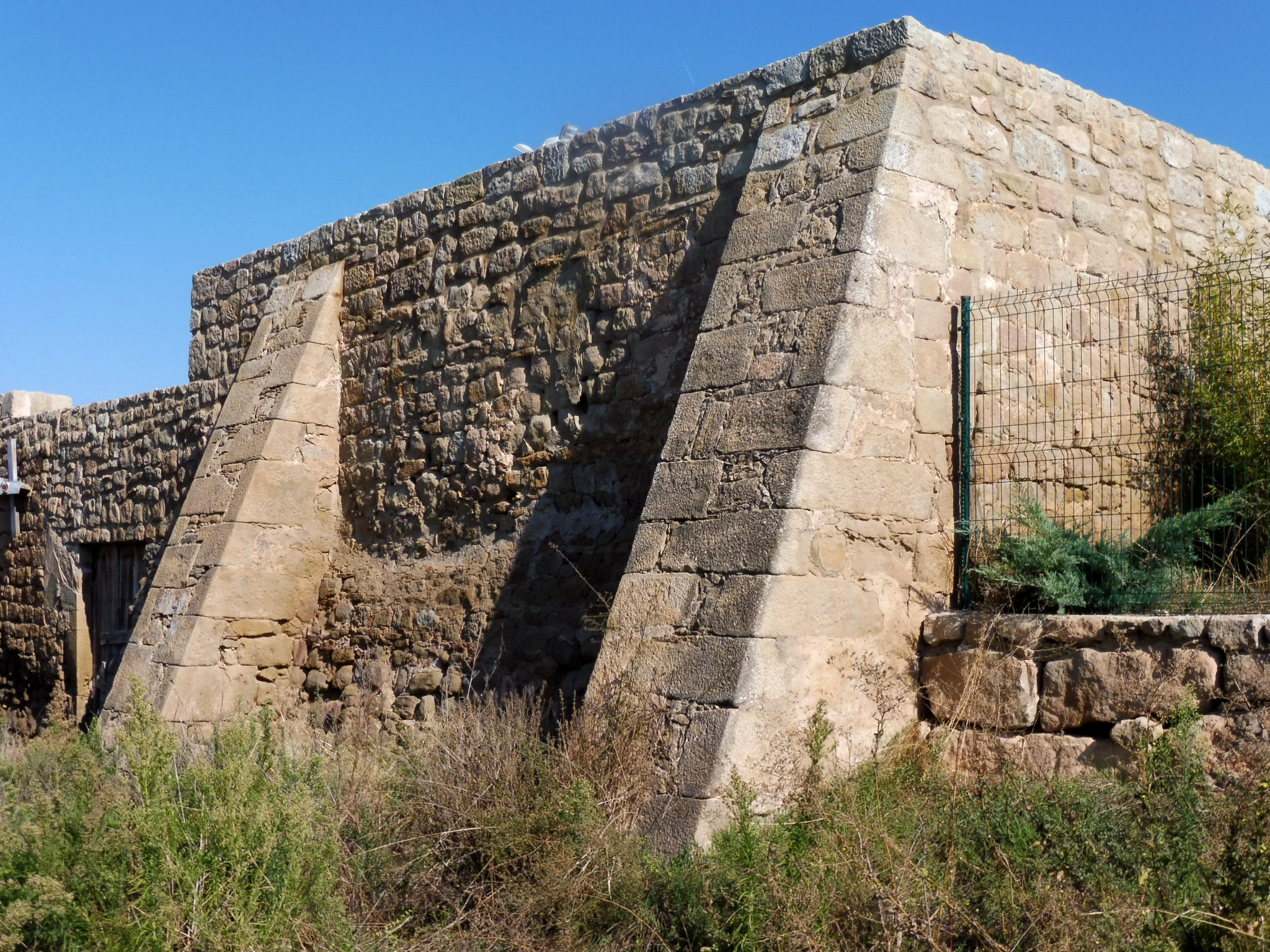
Restes de la masia

La façana té un seguit de forats entre les pedres disposats en tres files horitzontals que podrien correspondre a les bigues interiors o que s'utilitzessin per a aguantar les bastides quan es va construir. Al seu davant hi ha un mur petit que tanca com si fos un baluard.
La casa per dintre està dividida per dos cossos paral·lels a la façana. El que hi ha a l'entrada de la porta hi ha l'escala de pedra en angle que puja a dalt el pis i una quadra al costat dret; el cos que hi ha al darrere està separat per un mur doble que forma una cambra d'aire d'un metre. A la dreta d'aquest cos hi ha un arc diafragma al bell mig que dona amplitud a l'estança. El pis gairebé està enfonsat i no s'hi pot accedir.

## Toponímia
El topònim de Soldevila podria significar "sota la vila", ja que està sota el poblat antic de Sorba.

## Història
Al segle xviii, Cal Soldevila era una de les masies més importants de Sorba. Moltes vegades, l'església de Sant Miquel de Sorba és anomenada Sant Miquel de Soldeviles, ja que aquesta feia les funcions de capella de la casa.
El fogatge de 1553 parla sobre un Matheu Soldevila a Sorba i Codonyet.
El rector de Sorba va donar constància, en la consueta del 1757, de la importància del mas i que Sant Miquel de Sorba era sufragània de Santa Maria de Sorba.
L'acròpoli romana fortificada que hi ha al tossal de Sant Miquel indica que la zona estava poblada des de ben antic. Aquesta fou excavada pel mossèn Joan Serra i Vilaró l'any 1922.